# العلاقات المارشالية المصرية
العلاقات المارشالية المصرية هي العلاقات الثنائية التي تجمع بين جزر مارشال ومصر.

## مقارنة بين البلدين
هذه مقارنة عامة ومرجعية للدولتين:
| وجه المقارنة                                              | جزر مارشال                     | مصر           |
| --------------------------------------------------------- | ------------------------------ | ------------- |
| المساحة (كم2)                                             | 181                            | 1.01 مليون    |
| عدد السكان (نسمة)                                         | 53.13 ألف                      | 94.80 مليون   |
| الكثافة السكانية (ن./كم²)                                 | 29.35 ألف                      | 93.86         |
| العاصمة                                                   | ماجورو                         | القاهرة       |
| اللغة الرسمية                                             | لغة إنجليزية، اللغة المارشالية | اللغة العربية |
| العملة                                                    | دولار أمريكي                   | جنيه مصري     |
| الناتج المحلي الإجمالي (بليون دولار)                      | 199.40 مليون                   | 235.37 مليار  |
| الناتج المحلي الإجمالي (تعادل القوة الشرائية) بليون دولار | 207.25 مليون                   | 998.67 مليار  |
| الناتج المحلي الإجمالي الاسمي للفرد دولار أمريكي          | 3.38 ألف                       | 3.61 ألف      |
| الناتج المحلي الإجمالي للفرد دولار أمريكي                 | 3.80 ألف                       |               |
| مؤشر التنمية البشرية                                      |                                | 0.690         |
| رمز المكالمات الدولي                                      | +692                           | +20           |
| رمز الإنترنت                                              | .mh                            | .eg، .مصر     |
| المنطقة الزمنية                                           | ت ع م+12:00                    | ت ع م+02:00   |

## منظمات دولية مشتركة
يشترك البلدان في عضوية مجموعة من المنظمات الدولية، منها:
| علم المنظمة | اسم المنظمة                   | تاريخ انضمام جزر مارشال | تاريخ انضمام مصر |
| ----------- | ----------------------------- | ----------------------- | ---------------- |
|             | مؤسسة التمويل الدولية         | 23 سبتمبر 1992          | 20 يوليو 1956    |
|             | منظمة الشرطة الجنائية الدولية | ?                       | 7 سبتمبر 1923    |
|             | مؤسسة التنمية الدولية         | 19 يناير 1993           | 26 أكتوبر 1960   |
|             | الأمم المتحدة                 | 17 سبتمبر 1991          | 24 أكتوبر 1945   |
|             | البنك الدولي للإنشاء والتعمير | 21 مايو 1992            | 27 ديسمبر 1945   |
|             | يونسكو                        | 30 يونيو 1995           | 22 يناير 1947    |
|             | الاتحاد الدولي للاتصالات      | 22 فبراير 1996          | 9 ديسمبر 1876    |

## وصلات خارجية
- موقع وزارة الخارجية المصرية